# Martta Koskinen
Martta Koskinen, född 18 november 1896 i Hollola, död 29 september 1943 på Malms avrättningsplats i Malm i Helsingfors, var en finländsk sömmerska. Hon var medlem av Finlands kommunistiska parti och deltog i finska inbördeskriget på den röda sidan. Därtill spionerade Koskinen för Sovjetunionens räkning.

## Biografi
Martta Koskinen blev tidigt medlem av Finlands kommunistiska parti och deltog i finska inbördeskriget på de rödas sida. År 1933 dömdes hon till två års fängelse för revolutionär aktivitet. Hon stiftade bekantskap med bland andra Hertta Kuusinen och Hella Wuolijoki.
Under fortsättningskriget 1941–1944 var Koskinen kurir och spion för Finlands kommunistiska parti, vilket nu verkade i hemlighet. Hon hade därtill kontakt med Yrjö Leino.
I december 1942 greps Koskinen och dömdes året därpå till döden för högförräderi. Den 29 september 1943 fördes Koskinen och en annan spion, Olavi Heiman, till Malms avrättningsplats och arkebuserades. Martta Koskinen var den sista kvinnan som avrättades i Finland.